# دانيلو ستويانوفيتش
دانيلو ستويانوفيتش (بالصربية: Данило Стојановић)‏ (24 أكتوبر 1877 في صربيا - 23 أبريل 1967 ببلغراد في صربيا) هو مدرب كرة قدم ولاعب كرة قدم صربي (وحمل سابقاً جنسية يوغوسلافيا) في مركز حراسة المرمى. لعب مع بي أيه إس كيه بيوغراد ونادي أو إف كيه بيوغراد ونادي يوغوسلافيا وFK Šumadija 1903 ‏.